# Cubiceps pauciradiatus
Cubiceps pauciradiatus is een straalvinnige vissensoort uit de familie van kwallenvissen (Nomeidae). De wetenschappelijke naam van de soort is voor het eerst geldig gepubliceerd in 1872 door Günther.